# Matthew Taylor, Baron Taylor of Goss Moor

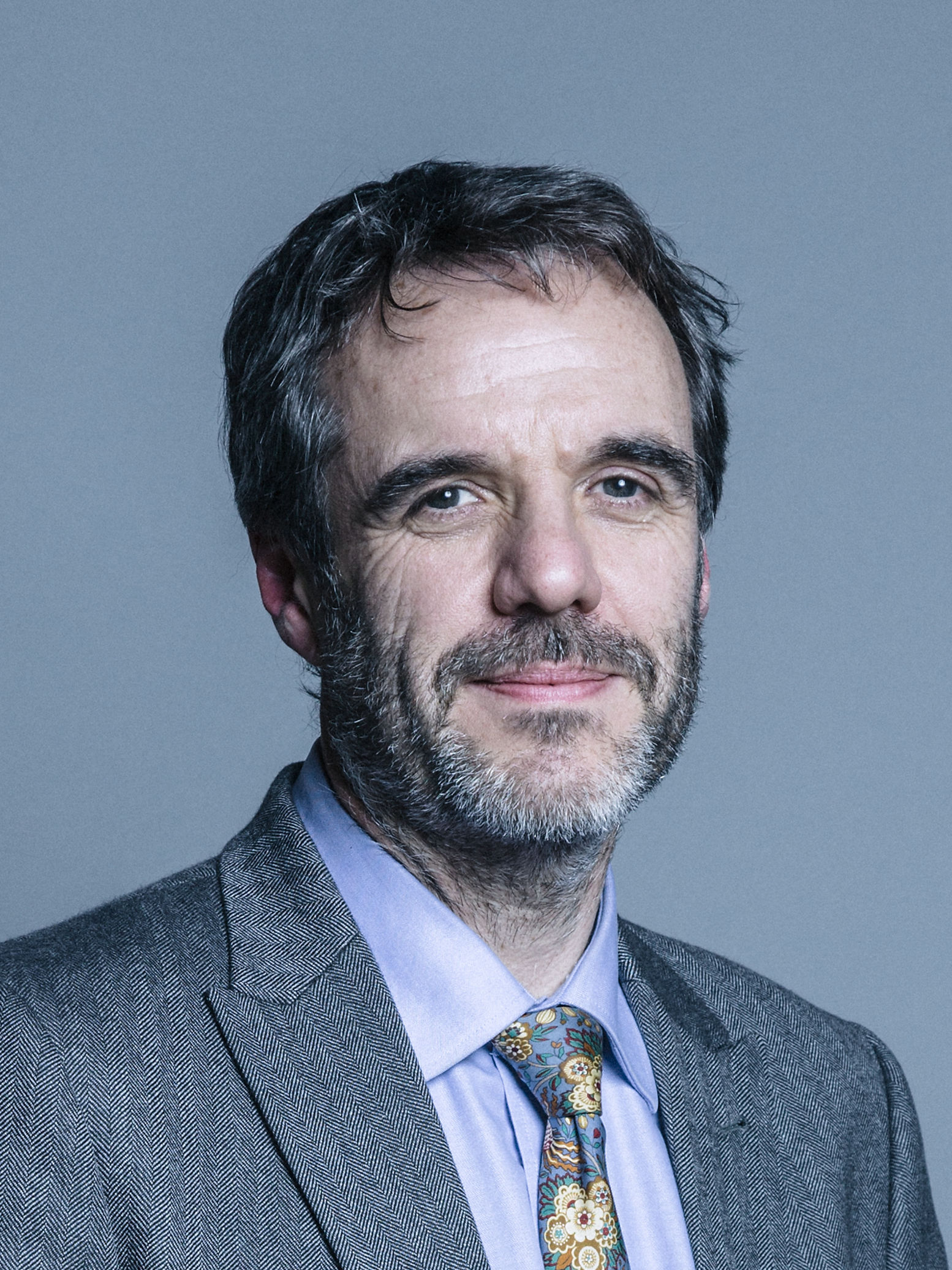
Matthew Taylor, Baron Taylor of Goss Moor, 2017

Matthew Taylor, Baron Taylor of Goss Moor (* 3. Januar 1963), ist ein britischer Politiker der Liberal Party sowie der jetzt der Liberal Democrats, der 23 Jahre lang Mitglied des House of Commons war und seit 2010 als Life Peer Mitglied des House of Lords ist.

## Leben

### Studium und jüngster Unterhausabgeordneter
Nach dem Besuch der Treliske School in Truro begann Taylor ein Studium der Wirtschaftswissenschaften an der Lady Margaret Hall der University of Oxford sowie anschließend am University College der University of Oxford. Während des Studiums war er zwischen 1985 und 1986 Präsident des Studentenverbandes der University of Oxford und wurde im Anschluss nach Beendigung des Studiums 1986 Wirtschaftsforscher bei dem Unterhausabgeordneten David Penhaligon.
Taylor wurde bei einer Nachwahl (By-election) am 12. März 1987 nach dem Tode Penhaligons bei einem Autounfall für die Liberal Party im Wahlkreis Truro erstmals zum Abgeordneten in das House of Commons gewählt. Mit gerade 24 Jahren wurde er zugleich jüngster Abgeordneter des Unterhauses (Baby of the House) und behielt diesen inoffiziellen zehn Jahre lang bis 1997 Chris Leslie von der Labour Party mit ebenfalls 24 Jahren jüngster Abgeordneter wurde.
Nach der Auflösung der Liberal Party wechselte er im März 1988 zu den Liberal Democrats, die er bis zum 1. Mai 1997 für den Wahlkreis Truro im Unterhaus vertrat. Nachdem sein bisheriger Wahlkreis im Rahmen einer Wahlkreisreform aufgelöst worden war, wurde er bei den Unterhauswahlen am 1. Mai 1997 als Bewerber der Liberal Democrats im neugeschaffenen Wahlkreis Truro and St Austell wieder zum Abgeordneten in das House of Commons gewählt und gehörte diesem bis zum 6. Mai 2010 an.
Während seiner mehr als 23-jährigen Parlamentszugehörigkeit war Taylor zuerst von 1987 bis 1988 Sprecher der Fraktion der Liberal Party für Energie und dann bis 1989 Fraktionssprecher der Liberal Democrats für Kommunalverwaltung, Wohnungsbau und Verkehr in England, ehe er zwischen 1989 und 1990 deren Sprecher für Handel und Industrie war. Daneben übernahm er innerhalb der Parteiorganisation der Liberal Democrats zwischen 1989 und 1995 das Amt des Vorsitzenden der Wahlkampf- und Kommunikationskommission.
Daneben war er zwischen 1990 und 1992 Sprecher seiner Fraktion für Bildung, dann für Kinderfragen sowie von 1994 bis 1997 für Umwelt. Während dieser Zeit war er zudem zwischen 1992 und 1994 Mitglied des Unterhausausschusses für Rundfunk sowie von 1996 bis 1997 für Umwelt.

### Fraktionsvorsitzender der Liberal Democrats und Mitglied des Oberhauses
Taylor war dann zwischen 1997 und 1999 Hauptsprecher seiner Fraktion für Umwelt und Verkehr sowie anschließend für Wirtschaft, ehe er im Oktober 2003 Vorsitzender der Fraktion der Liberal Democrats (Chairman of Parliamentary Party) wurde und diese Funktion bis März 2006 bekleidete. Seit März 2006 war Taylor Sprecher der Liberal Democrats gegen sozialen Ausschluss im Unterhaus.
2007 erklärte er, dass er bei den Unterhauswahlen am 6. Mai 2010 nicht erneut für das House of Commons kandidieren würde und schied damit nach diesen Wahlen aus dem Unterhaus aus. Sein Wahlkreis Truro and St Austell wurde im Übrigen nicht neu besetzt, sondern im Rahmen einer Wahlkreisreform aufgelöst.
Im Anschluss wurde er als Life Peer mit dem Titel Baron Taylor of Goss Moor, of Truro in the County of Cornwall, in den persönlichen Adelsstand erhoben und ist seither Mitglied des House of Lords.
Zusammen mit seiner Ehefrau betreibt er das Beratungsunternehmen Taylor & Garner Ltd.